# Bicske
Bicske este un oraș în districtul Bicske, județul Fejér, Ungaria, având o populație de 11.088 de locuitori (2011). 

## Demografie
Componența etnică a orașului Bicske
     Maghiari (90,13%)
     Romi (6,51%)
     Germani (1,67%)
     Necunoscut (0,53%)
     Alții (1,16%)
Componența confesională a orașului Bicske
     Romano-catolici (35,96%)
     Reformați (16,61%)
     Fără religie (14,16%)
     Atei (1,39%)
     Necunoscută (30,61%)
     Alte religii (2,75%)
Conform recensământului din 2011, orașul Bicske avea 11.088 de locuitori. Din punct de vedere etnic, majoritatea locuitorilor (90,13%) erau maghiari, existând și minorități de romi (6,51%) și germani (1,67%). Apartenența etnică nu este cunoscută în cazul a 0,53% din locuitori. Nu există o religie majoritară, locuitorii fiind romano-catolici (35,96%), reformați (16,61%), persoane fără religie (14,16%) și atei (1,39%). Pentru 30,61% din locuitori nu este cunoscută apartenența confesională.